# 102 (số)
102 (một trăm linh hai) là một số tự nhiên ngay sau 101 và ngay trước 103. 102 là độc nhất vô nhị